# Lijst van wapens van Braziliaanse deelgebieden
Dit artikel bevat een lijst van wapens van Braziliaanse deelgebieden. Brazilië is ingedeeld in 26 staten en één federaal district. Zij zijn op hun beurt ingedeeld in 137 mesoregio's, 558 microregio's en 5560 gemeenten.

## Wapens van staten

Acre: Wapen
Alagoas: Wapen
Amapá: Wapen
Amazonas: Wapen
Bahia: Wapen
Ceará: Wapen
Espírito Santo: Wapen
Goiás: Wapen
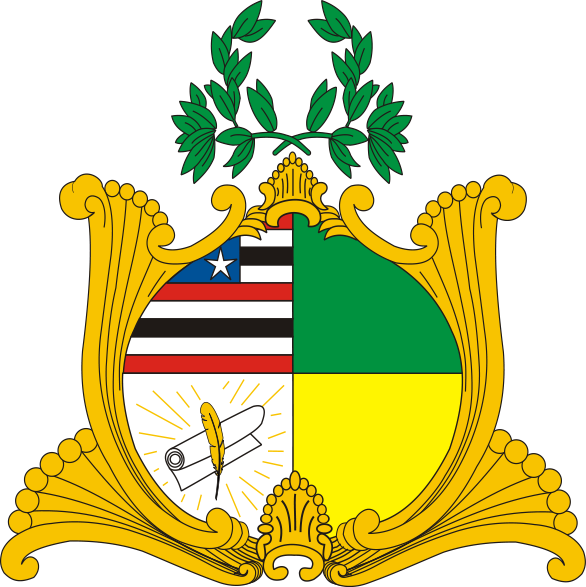
Maranhão: Wapen
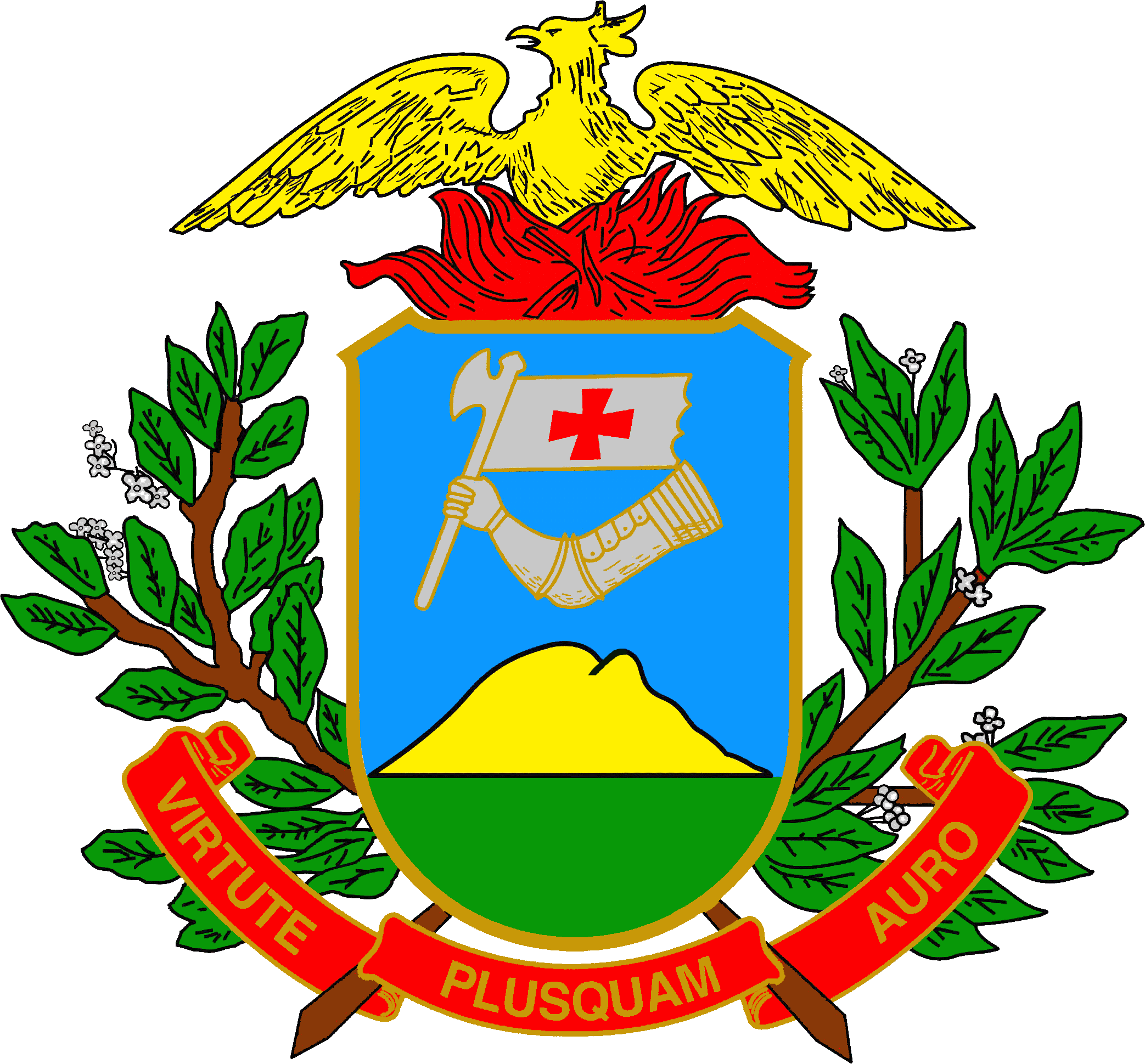
Mato Grosso: Wapen
Mato Grosso do Sul: Wapen
Minas Gerais: Wapen
Pará: Wapen
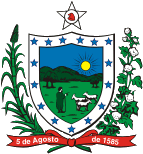
Paraíba: Wapen
Paraná: Wapen
Pernambuco: Wapen
Piauí: Wapen
Rio de Janeiro: Wapen
Rio Grande do Norte: Wapen
Rio Grande do Sul: Wapen
Rondônia: Wapen
Roraima: Wapen
Santa Catarina: Wapen
São Paulo: Wapen
Sergipe: Wapen
Tocantins: Wapen

## Wapen van het federaal district

Federaal District: Wapen